# Allan McLean

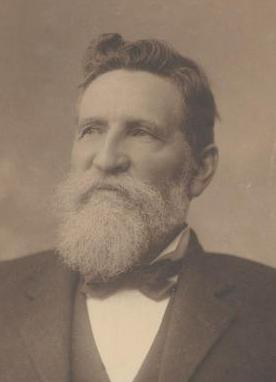
Allan McLean

Allan McLean (* 3. Februar 1840; † 13. Juli 1911 in Albert Park, Melbourne) war ein australischer liberaler Politiker der Protectionist Party, der zwischen 1899 und 1900 der 19. Premierminister von Victoria sowie von 1901 bis 1906 Mitglied des Australischen Repräsentantenhauses war.

## Leben

### Schafzüchter, Unternehmer und Kommunalpolitiker
McLean kam mit seinen Eltern Charles und Anne McLean 1842 als Einwanderer in Port Phillip an und wuchs auf der Farm der Eltern in Gippsland auf, wo sich sein Vater als Viehzüchter niederließ. Seine Erziehung erhielt er bei Privatlehrern und auf der Staatlichen Schule in Tarraville. Nachdem er kurze Zeit bei der Tageszeitung Gippsland Times gearbeitet hatte, kaufte er um 1870 eine eigene Schaffarm in Lowlands bei Sale. 1872 gründete er die Lager- und Bahnhofagentur A. McLean & Co. in Maffra, die er mit seinem Bruder Norman McLean und später seinem Sohn betrieb. In der Folgezeit entstanden Zweigstellen in Traralgon, Bairnsdale, Warragul, Mirboo und schließlich in Melbourne.
Kurz darauf begann er auch seine politische Laufbahn in der Kommunalpolitik als Mitglied des Gemeinderates von Maffra, dem er zwischen 1873 und 1880 angehörte und dessen Präsident er drei Mal war. Daneben wurde er Partner von Matthew Macalister und baute mit diesem Unternehmen in zahlreichen Städten auf. Die Filiale in Melbourne, McLean, Macalister & Company wurde jedoch schließlich von der Australian Mercantile Land and Finance Company übernehmen. Daneben war McLean, der auch Direktor der Perpetual Trustees Co. war, maßgeblich an der Gründung der Municipal Association of Victoria sowie der Gründung der Zuckerfabrik in Maffra beteiligt, in der sich heute das Zuckerrübenmuseum im Port of Maffra Park befindet.

### Mitglied derLegislative Assemblyund Minister
Bei der Wahl im Mai 1880 wurde McLean als liberaler Kandidat der Protectionist Party im Wahlkreis North Gippsland erstmals zum Mitglied der Legislative Assembly gewählt, dem Unterhaus des Parlaments von Victoria. Bei der Wahl im März 1889 wurde er dann für den Wahlkreis Gippsland North wiedergewählt und vertrat die Interessen dieses Wahlkreises in der Legislativversammlung bis zu seinem Rücktritt im Mai 1901. 1890 war er Mitglied der Ständigen Kommission für die Eisenbahn.
Am 5. November 1890 wurde McLean von dem nationalliberalen Premierminister James Munro erstmals in die Regierung des Bundesstaates Victoria berufen und übernahm dort bis zum 22. April 1891 das Amt des Landwirtschaftsministers (Minister for Agriculture), ehe er anschließend das Amt des Chefsekretärs des Kabinetts übernahm und dieses auch unter Munros Nachfolger William Shiels bis zum 23. Januar 1893 ausübte. Zugleich fungierte er vom 5. November 1890 bis zum 23. Januar 1893 auch als Präsident des Amtes für Ländereien und Arbeiten (President of the Board of Land and Works) sowie als Vorsitzender der Kommission für Ländereien der Krone und Vermessung (Commissioner for Crown Lands and Survey).
Unter Premierminister George Turner übte er vom 27. September 1894 bis zum 14. April 1898 das Amt eines Ministers ohne Geschäftsbereich (Minister without Office) aus.

### Premierminister von Victoria 1899 bis 1900 und Abgeordneter des Australischen Repräsentantenhauses
Am 5. Dezember 1899 wurde McLean Nachfolger von George Turner als Premierminister von Victoria und verblieb auf diesem Posten, ehe er am 19. November 1900 von Turner wieder abgelöst wurde. Daneben übernahm er in seinem Kabinett vom 5. Dezember 1899 bis zum 19. November 1900 auch das Amt des Chefsekretär des Kabinetts.
Bei der ersten Parlamentswahl in Australien am 29. März 1901 wurde McLean als Kandidat der Protectionist Party zum Abgeordneten in das Australische Repräsentantenhaus gewählt und vertrat nach seiner Wiederwahl ohne Gegenkandidaten bei der Wahl vom 16. Dezember 1903 bis zu seiner Wahlniederlage am 12. Dezember 1906 den Wahlkreis Gippsland, wobei er sich zuletzt der Free Trade Party anschloss.
Aus seiner ersten 1866 in Stratford mit Margaret B. Shinnock geschlossenen Ehe gingen fünf Söhne und zwei Töchter hervor. 1885 heiratete er in zweiter Ehe in Port Melbourne Mrs. Linton Macarthur.

## Veröffentlichung
- Rural Poems, 1888